# John Elkann
John Jacob Philip Elkann (Nueva York, 1 de abril de 1976) es un empresario industrial italo-estadounidense. Fue elegido heredero de su abuelo Gianni Agnelli, para presidir y controlar las compañías automotrices Ferrari y Stellantis que, a su vez, controla las marcas Abarth, Alfa Romeo, Chrysler, Citroën, Dodge, DS, Jeep, Fiat, Fiat Professional, Lancia, Maserati, Mopar, Opel, Peugeot, Ram y Vauxhall. También es presidente y consejero delegado de Exor, una Sociedad de inversión controlada por la familia Agnelli que tiene participaciones en Ferrari, CNH Industrial y la Juventus F. C.

## Biografía

### Primeros años
John Elkann nació en Nueva York y es el hijo primogénito de Alain Elkann, periodista y escritor de origen judeofrancés, y su entonces esposa, la italiana Margherita Agnelli. Sus padres se divorciaron en 1981 y ambos contrajeron nuevas nupcias. Los abuelos maternos de Elkann eran el magnate Gianni Agnelli y una conocida dama de la alta sociedad italiana, princesa Marella Agnelli (de soltera, Donna Marella Caracciolo di Castagneto). También es descendiente del banquero Ettore Ovazza, que era su tío bisabuelo.
Tiene un hermano, Lapo, y una hermana, Ginevra, y cinco medios hermanos nacidos del segundo matrimonio de su madre Margherita con Serge de Pahlen. Sus medios hermanos son: Maria (nacida en 1983), Pierre (nacido en 1986), las gemelas Sofia y Anna (nacidas en 1988) y Tatiana (nacida en 1990).
Elkann recibió la educación primaria en el Reino Unido y Brasil , antes de que su familia se trasladase a París, Francia, donde cursó el bachillerato científico (obtuvo el baccalauréat scientifique) en el Liceo Victor-Duruy en 1994.  Ese mismo año, se trasladó a Italia a estudiar en el Politecnico di Torino, donde se graduó en ingeniería de gestión en 2000. Como resultado de su educación internacional, habla cuatro idiomas con fluidez.

### Carrera

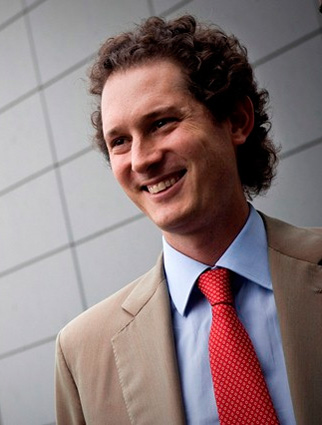
Elkann en 2011

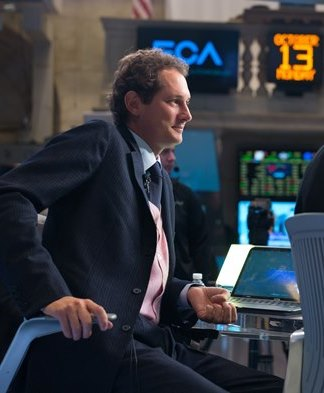
En Wall Street en 2014

Mientras estudiaba la carrera de ingeniería, Elkann adquirió experiencia en diversas empresas a través de trabajos en prácticas: una planta de producción de faros en Birmingham, Inglaterra (1996), una línea de producción en Tychy, Polonia (1997), un concesionario de vehículos en Lille, Francia (1998) y en el grupo CIG (corporate initiatives group) de General Electric (GE), donde trabajó en una tesis sobre subastas electrónicas (1999). En diciembre de 1997, Elkann fue elegido por su abuelo Gianni Agnelli para ocupar el lugar dejado en el negocio familiar por Giovanni Alberto Agnelli (hijo del hermano pequeño del magnate, Umberto), que había muerto a la edad de 33 años. Con 21 años, pasó a ocupar un puesto en el Consejo de Administración de Fiat. En 2000, tras graduarse en Ingeniería por el Politecnico di Torino, se incorporó al programa de auditoría corporativa de GE. Dos años más tarde, abandonó GE.
Se trasladó de nuevo a Turín para estar más cerca de su anciano abuelo, así como para mantenerse más cerca del negocio familiar.
En 2003, entró a formar parte de IFIL, actualmente Exor, donde trabajó en la transformación del Grupo Fiat.
Elkann fue decisivo para el nombramiento del consejero delegado de FCA, Sergio Marchionne, en mayo de 2004.
Tras la muerte de su abuelo Gianni Agnelli en 2003, y de su tío abuelo Umberto Agnelli en 2004, Elkann fue elegido vicepresidente de Fiat y vicepresidente de Giovanni Agnelli B.V., la sociedad familiar a través de la cual controla Exor. En 2010, pasó a ser presidente de Fiat S.p.A. posteriormente Fiat Chrysler Automobiles, en sustitución de Luca Cordero di Montezemolo y, en 2008, Elkann sustituyó a Gianluigi Gabetti de 83 años, al frente de IFIL, que gestiona una cartera de 8 000 000 000 €. En febrero de 2011, fue nombrado presidente y consejero delegado de Exor.
Desde el nombramiento de Elkann, el valor de los activos de la empresa ha crecido y se ha multiplicado por nueve en diez años.
También es presidente de Ferrari, vicepresidente de GEDI Gruppo Editoriale S.p.A, miembro del Consejo de Administración de Partner Re y de Economist Group.
Además, es miembro activo de varias organizaciones benéficas y varios laboratorios de ideas involucrados en el debate geopolítico global, tales como el Aspen Institute italiano, del que es vicepresidente, la Fundación Giovanni Agnelli y el Museo de Arte Moderno de Nueva York (MOMA).
En 2013 fue incluido por la revista Fortune en el grupo de directivos de menos de 40 años más influyentes del mundo.
En 2014 se creó formalmente de Fiat Chrysler Automobiles, haciendo su debut en la Bolsa de Valores de Nueva York, comenzando así una fase completamente nueva que daría un mayor protagonismo al grupo en el futuro de la industria automotriz.
En junio de 2017, para celebrar el 150.º aniversario del periódico italiano La Stampa, que fue adquirido por la familia Agnelli en 1926, organizó «El futuro de los periódicos», una conferencia internacional a la que asistieron Jeff Bezos (The Washington Post), Lionel Barber (The Financial Times), Tsuneo Kita (Nikkei), Jessica Lessin (The Information), Gary Liu (South China Morning Post Publishers), John Micklethwait (Bloomberg News), Zanny Minton Beddoes (The Economist), Mark Thompson (The New York Times), Robert Thomson (NewsCorp) y otros.
En febrero de 2018, se convirtió en uno de los protagonistas de Master of Scale, la serie de podcast presentada por Reid Hoffman (cofundador de LinkedIn). En dicha entrevista, discutió las condiciones que permiten a las compañías sobrevivir a lo largo de los siglos (usando la metáfora del «fénix»), y describió el caso de Fiat, desde la crisis de 2004 hasta la creación de Fiat Chrysler.
En 2019, bajo la dirección de Elkann, Exor compró la participación de control en GEDI Gruppo Editoriale a CIR Group por 102 500 000 €.
En junio de 2018 invitó a Peter Thiel, Reid Hoffman, Xavier Niel y otros líderes tecnológicos mundiales al SEI Torino Forum para el lanzamiento internacional de la nueva Escuela de Emprendimiento e Innovación de Turín, la iniciativa apoyada por la Fundación Agnelli que ayuda a los estudiantes universitarios a emprender nuevos negocios.
En marzo de 2020, Elkann y el consejo de administración de la FCA acordaron renunciar a sus compensaciones restantes para 2020 en un acto de esfuerzo compartido provocado por la pandemia de coronavirus.
En mayo de 2021, Elkann es nombrado Caballero de la Orden del Mérito al Trabajo en la industria del automóvil por el presidente Sergio Mattarella.

### Vida privada
Elkann fue bautizado y educado en la fe católica. Se casó con Donna Lavinia Borromeo (nacida el 10 de marzo de 1977 en Milán, Italia y bautizada con el nombre de Lavinia Ida Borromeo-Arese), miembro de la Casa de Borromeo, una distinguidísima familia de la aristocracia italiana. Contrajeron nupcias en una ceremonia católica celebrada en la Capilla Blanca de la Isola Madre, una de las Islas Borromeas del lago Mayor. Tienen tres hijos.

### Innovación, tecnología y educación
Lleva desde 2009 asistiendo a la conferencia anual de medios y tecnología organizada cada año en julio por Allen & Co en Sun Valley, Idaho.
También es colaborador habitual de Google Camp, que cada año reúne a empresarios tecnológicos, inversores, representantes de instituciones y estrellas del pop en Sciacca, Agrigento y otras localidades de Sicilia.
En abril de 2019, junto con la directora general del CERN, Fabiola Gianotti, y el arquitecto italiano Renzo Piano, participó en un evento mediático para presentar el proyecto Science Gateway, un nuevo centro de divulgación y educación científica del CERN que tiene como objetivo compartir el conocimiento y la tecnología con la sociedad.
En julio de 2020 participó en la presentación institucional del nuevo 500 eléctrico ante el Presidente de la República Italiana, Sergio Mattarella y Giuseppe Conte el Primer ministro italiano.
Desde julio de 2020, apoyó el lanzamiento y la expansión del proyecto Arcipelago Educativo, codiseñado y promovido por la Fondazione Agnelli, Exor y Save the Children para luchar contra el riesgo de abandono de los estudiantes, debido al bloqueo provocado por la COVID-19.

## Cargos
- Exor N.V.: presidente/consejero delegado
- Stellantis: presidente
- Giovanni Agnelli B.V.: presidente
- Ferrari: presidente
- Fundación Giovanni Agnelli: presidente
- GEDI Gruppo Editoriale S.p.A.: presidente
- PartnerRe: miembro del Consejo de Administración
- MOMA: Trustee
- Pinacoteca Giovanni e Maria Agnelli: miembro

## Premios y reconocimientos
Premio Appeal of Conscience, septiembre de 2010.

## Árbol genealógico resumido de John Elkann
| Edoardo Agnelli I Aniscetta Friscetti | Giovanni Agnelli I Clara Boselli | Edoardo Agnelli II Virginia Bourbon | Umberto Agnelli Allegra Caracciolo     | Andrea Agnelli Emma Winter          | Giacomo Agnelli              |
| Edoardo Agnelli I Aniscetta Friscetti | Giovanni Agnelli I Clara Boselli | Edoardo Agnelli II Virginia Bourbon | Umberto Agnelli Allegra Caracciolo     |                                     |                              |
| Edoardo Agnelli I Aniscetta Friscetti | Giovanni Agnelli I Clara Boselli | Edoardo Agnelli II Virginia Bourbon | Umberto Agnelli Allegra Caracciolo     | Anna Agnelli                        |                              |
| Edoardo Agnelli I Aniscetta Friscetti | Giovanni Agnelli I Clara Boselli | Edoardo Agnelli II Virginia Bourbon |                                        |                                     |                              |
| Edoardo Agnelli I Aniscetta Friscetti | Giovanni Agnelli I Clara Boselli | Edoardo Agnelli II Virginia Bourbon | Giovanni Agnelli II Marella Caracciolo | Margheritta Agnelli Alain Elkann    | John Elkann Lavinia Borromeo |
| Edoardo Agnelli I Aniscetta Friscetti | Giovanni Agnelli I Clara Boselli | Edoardo Agnelli II Virginia Bourbon | Giovanni Agnelli II Marella Caracciolo |                                     |                              |
| Edoardo Agnelli I Aniscetta Friscetti | Giovanni Agnelli I Clara Boselli | Edoardo Agnelli II Virginia Bourbon | Giovanni Agnelli II Marella Caracciolo | Edoardo Agnelli III                 |                              |
| Edoardo Agnelli I Aniscetta Friscetti | Giovanni Agnelli I Clara Boselli | Edoardo Agnelli II Virginia Bourbon |                                        |                                     |                              |
| Edoardo Agnelli I Aniscetta Friscetti | Giovanni Agnelli I Clara Boselli | Edoardo Agnelli II Virginia Bourbon | Susanna Agnelli Urbano Rattazzi I      | Cristiano Rattazzi Sonia del Carril | Urbano Rattazzi II           |
| Edoardo Agnelli I Aniscetta Friscetti | Giovanni Agnelli I Clara Boselli |                                     |                                        |                                     |                              |
| Edoardo Agnelli I Aniscetta Friscetti | Giovanni Agnelli I Clara Boselli | Caterina Aniceta Agnelli Carlo Nasi |                                        |                                     |                              |